# Nicholas Ferrar
Nicholas Ferrar (22 febbraio 1592 – 4 dicembre 1637) è stato un politico britannico, fondatore della comunità di Little Gidding, che T. S. Eliot visitò nel 1936, e da cui trasse l'ispirazione per l'ultimo dei Quattro quartetti.

## Vita
Nicholas Ferrar era figlio di un mercante appartenente alla London Virginia Company, la società che nel 1607 fondò la colonia della Virginia, in Nordamerica. Si dice che sua nipote fu la prima donna a ricevere il nome «Virginia». La sua famiglia era in ottimi rapporti con Walter Raleigh, uno dei primi colonizzatori della Virginia, fratellastro dell'avventuriero ed esploratore inglese Humphrey Gilbert.

### Questioni legali
Dopo gli studi effettuati a Cambridge Nicholas viaggiò in Europa visitando l'Italia e fermandovisi per un certo periodo.
Al suo ritorno a Londra scoprì che le ricchezze della famiglia, che erano state principalmente investite in America, nella fondazione della colonia della Virginia, erano minacciate da diverse azioni legali per bancarotta, e perfino la Compagnia rischiava di fallire e di perdere il privilegio reale di cui godeva. Nicholas dovette occuparsene personalmente e riuscì con una serie di cause e processi a salvare il patrimonio familiare.

### Membro del Parlamento
Nel 1622 Nicholas divenne membro del Parlamento insieme a Edwin Sandys (uno dei fondatori della colonia) come deputato della Compagnia, assumendo la responsabilità della sua amministrazione ordinaria, ed entrando a far parte di una fazione parlamentare (il country party, o patriot party) che cercava di impadronirsi del controllo della gestione finanziaria dello Stato sottraendolo al gruppo rivale, la «fazione di Corte», raggruppata da una parte intorno a Robert Rich, II conte di Warwick, e dall'altra a Thomas Smyth (o Smythe), un membro di rilievo della Compagnia Britannica delle Indie Orientali.
Il pamphlet di Ferrar Sul malgoverno della Compagnia della Virginia da parte di Sir Thomas Smith fu pubblicato solo dal Roxborough Club nel 1990. In esso egli lanciava accuse contro Smith ed il suo genero Robert Johnson, affermando che essi gestivano una società all'interno della Compagnia con lo scopo di scremare i profitti degli azionisti. Egli asseriva, anche, che un altro membro della Compagnia, il dottor Woodall, aveva comprato dei coloni polacchi come schiavi rivendendoli a Thomas West, III barone De La Warr (che diede il proprio nome alla colonia americana del Delaware), membro del Consiglio privato reale e primo governatore della Virginia (dove si distinse per il ricorso alla violenza più spietata contro gli indigeni, in particolare, contro la tribù dei Powhatan, giungendo perfino a rapire i bambini indiani ed a sterminare la popolazione, radendo al suolo interi villaggi, incendiando le case, confiscando le provviste e bruciando i campi coltivati – tutto ciò all'epoca si definiva «tattica irlandese», in riferimento ai metodi usati dagli Inglesi per domare le rivolte in Irlanda).
Ferrar affermava inoltre che Smith stava cercando di ridurre altri coloni in schiavitù prolungando a tempo indeterminato la durata dei loro contratti di lavoro subordinato oltre il settimo anno.
La controversia sarebbe finita in seguito con la soppressione dei privilegi concessi alla Compagnia della Virginia, in conseguenza di una decisione della Corte reale nel maggio del 1624, con la quale la colonia della Virginia veniva sottratta all'amministrazione da parte della Compagnia e trasformata in «colonia reale», amministrata da un governatore nominato personalmente dal re.

### Trasferimento a Little Gidding
In conseguenza delle sopra citate vicende, che avevano intaccato sia la sua vita personale che quella pubblica, Nicholas e la sua famiglia si convinsero sempre più che avrebbero dovuto abbandonare la «vita mondana» e dedicarsi ad una vita molto diversa, di «devozione», dedicata a Dio.
Acquistarono, pertanto, la proprietà terriera di Little Gidding, nella contea di Huntingdon, anche come mezzo per mettersi al sicuro dai debiti risultanti dalle cause legali intentate in passato.
Un'epidemia di peste a Londra nel 1625 spinse Nicholas ed i suoi familiari a trasferirsi a Little Gidding più in fretta di quanto avrebbero desiderato.

### Organizzazione della comunità

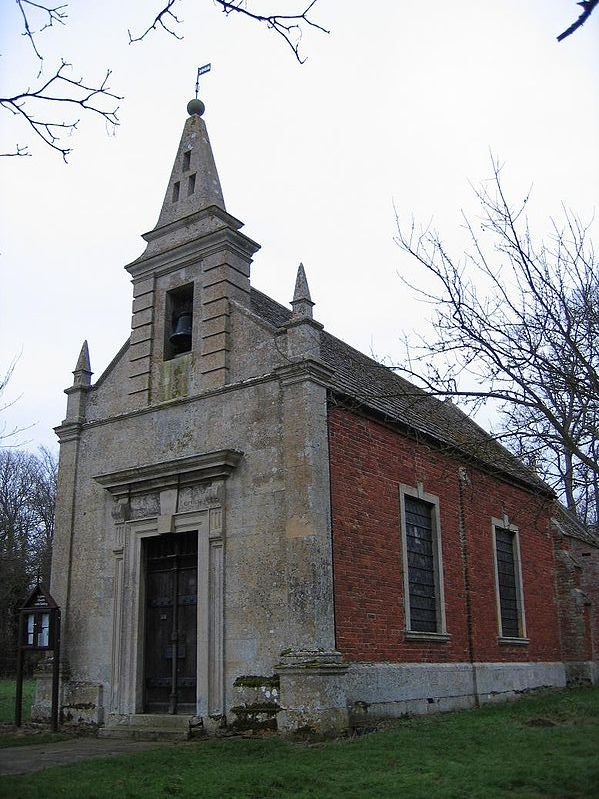
Little Gidding, Chiesa di San Giovanni

Al loro arrivo essi trovarono la chiesa ridotta ad un granaio e la casa, disabitata per 60 anni, che necessitava di urgenti lavori di riparazione. La prima azione intrapresa fu quella di entrare in chiesa per pregare, ripulendola e restaurandola prima ancora di occuparsi della casa. Presto si aggiunsero altri parenti, con le loro famiglie e i bambini e la comunità arrivò a contare quaranta membri, dai bambini agli anziani. Fu fondata una scuola per i bambini e un'ala dell'edificio divenne un ricovero per anziani e malati. Venne istituito un dispensario per provvedere cibo e medicine per gli abitanti del posto.

### Organizzazione della preghiera comunitaria
Nel 1626 Nicholas, anche se non aveva manifestato alcun desiderio di diventare sacerdote, venne ordinato diacono dal vescovo William Laud, che sarebbe in seguito diventato arcivescovo di Canterbury. Egli e la sua famiglia stabilirono un regolare turno di preghiera giornaliera, basandosi sul Libro della preghiera comune istituito dall'arcivescovo Thomas Cranmer. In seguito, Nicholas istituì anche dei turni di «preghiera notturna», con la recitazione dei salmi e la meditazione di passi delle scritture.

### La Sinossi dei Vangeli
Al fine di istruire i giovani membri della «famiglia estesa» nella «storia sacra» e di sviluppare le loro capacità manuali, Nicholas, che continuava il suo lavoro di rilegatore di libri, progettò una Sinossi dei quattro Vangeli, che avrebbe dovuto servire anche per le letture e le meditazioni giornaliere. Per creare la Sinossi, i versi dei quattro Vangeli vennero estrapolati e fusi insieme per rendere un testo continuo, illustrato anche da molte stampe ed incisioni che Nicholas aveva portato con sé dai suoi viaggi compiuti molti anni prima. Quando si diffuse la notizia dell'esistenza di questa Sinossi, il re Carlo I chiese ed ottenne che ne venisse creata una copia per sé e presto ci furono altre analoghe richieste, da parte di amici e conoscenti.

### La morte
Nell'autunno del 1637 Nicholas si ammalò, morendo il lunedì 4 dicembre e venendo seppellito fuori dalla chiesa di Little Gidding. La sua festa ricorre per la Chiesa Anglicana il 4 dicembre. La guida della comunità passò a suo fratello John.

### Storia successiva della comunità di Little Gidding
Durante la guerra civile la contea di Huntingdon, che aveva dato i natali a Oliver Cromwell, si schierò dalla parte del Parlamento, e la comunità di Little Gidding, che era rimasta fedele al re, dovette fuggire nei Paesi Bassi fino al 1646. In seguito avvenne che il re Carlo I, che cercava rifugio in Scozia dopo la sconfitta subita nella battaglia di Naseby, il 14 giugno 1645, fece una breve sosta a Little Gidding il 2 maggio del 1646.
In quello stesso anno la comunità venne forzatamente sciolta dai soldati del Parlamento, guidati da Oliver Cromwell. Il fonte battesimale d'ottone fu gettato nello stagno vicino (da dove venne recuperato duecento anni dopo, gravemente danneggiato). La casa restò, tuttavia, proprietà della famiglia Ferrar, che continuò ad abitarvi.
In un'epidemia di influenza nell'autunno del 1657 morirono il fratello di Nicholas, John, ed altri componenti della famiglia. I discendenti dei Ferrar continuarono, comunque, a vivere nella proprietà ed all'inizio del XVIII secolo un altro Nicholas Ferrar restaurò la chiesa, accorciando la navata e costruendo la «facciata insignificante», come la definì T. S. Eliot. Verso la metà del XVIII secolo, la famiglia si estinse e Little Gidding fu venduta. La casa venne demolita all'inizio del XIX secolo.
La comunità di Little Gidding fu un esempio di «vita familiare», non eremitica né monastica, ma fermamente impegnata nella vita ecclesiale e determinata a seguire l'insegnamento di Cristo nella rinuncia alla vita secondo le leggi del mondo e nella devozione al servizio di Dio e del prossimo. Il suo modello di vita non corrispondeva né al Cattolicesimo Romano, che fonda la sua autorità sulla sacra scrittura ma anche sulla «tradizione» della chiesa, né al Protestantesimo, che affermava la necessità della sola scrittura, ma presupponeva invece un equilibrio tra rito e predicazione attiva, con la vita concretamente vissuta, tra tradizione e scrittura, interpretata dalla ragione.
T. S. Eliot, che visitò Little Gidding il 25 maggio 1936, rimase talmente colpito dall'esperienza da onorare Nicholas Ferrar nei suoi Quattro quartetti, dando il nome all'ultimo Quartetto Little Gidding.